# Felix Machatschki
Karl Ludwig Felix Machatschki (Arnfels, Steiermark, 22 de setembro de 1895 — Viena, 17 de fevereiro de 1970) foi um mineralogista austríaco.

## Vida
Machatschki foi chamado em 1930 para ser professor da Universidade de Tübingen. Em 1941 foi para a Universidade de Munique e finalmente para a Universidade de Viena. Realizou trabalhos fundamentais sobre mineralogia e cristaloquímica.
Em 1928 ele publicou Zur Frage der Struktur und Konstitution der Feldspäte, um artigo no qual desenvolve o conceito da estrutura atômica dos silicatos e formula o princípio de construção dos feldspatos. Em 1946, ele publicou Grundlagen der allgemeinen Mineralogie und Kristallchemie ("Fundamentos de mineralogia geral e química do cristal").
Em 1961 recebeu a Condecoração Austríaca de Ciência e Arte.

## Trabalhos publicados
- Grundlagen der allgemeinen Mineralogie und Kristallchemie, 1946 – Fundamentos de mineralogia geral e química dos cristais.
- Vorräte und Verteilung der mineralischen Rohstoffe, 1948 – Inventários e distribuição de recursos minerais.
- Spezielle Mineralogie auf geochemischer Grundlage, 1953 – Mineralogia especial numa base geoquímica.

Ele também foi o autor de 140 artigos individuais em revistas científicas.